# Маріка міднобарвна
Ма́ріка міднобарвна (Cinnyris cupreus) — вид горобцеподібних птахів родини нектаркових (Nectariniidae). Мешкає в Африці на південь від Сахари.

## Підвиди
Виділяють два підвиди:
- C. c. cupreus (Shaw, 1812) — від Сенегалу і Мавританії до Ефіопії, Кенії, Танзанії, центральних районів ДР Конго і північно-західної Анголи;
- C. c. chalceus (Hartlaub, 1862) — від Анголи і південних районів ДР Конго до південної Танзанії, Мозамбіку, північного Зімбабве і північної Ботсвани.

## Поширення і екологія
Міднобарвні маріки живуть в саванах і чагарникових заростях, в тропічних і мангрових лісах, на болотах і полях, в парках і садах.